# Orquestra Sinfônica Brasileira
A Orquestra Sinfônica Brasileira (às vezes abreviada como OSB) é uma das mais importantes orquestras brasileiras e tem 80 anos de existência. Sua sede situa-se na Avenida Rio Branco, no centro do Rio de Janeiro.

## História

### Início
A criação da OSB foi iniciativa de três professores da Escola Nacional de Música - Djalma Soares, Antão Soares e Antônio Leopardi. Empolgados com a apresentação da Orquestra NBC em turnê pelo Brasil, sob regência de Arturo Toscanini, procuraram o maestro José Siqueira para que tomasse a iniciativa. Com o apoio de personalidades empresariais e políticas, e contando com divulgação especial no jornal O Globo, surgiu como Sociedade Anônima em 1940. O concerto inaugural foi em 11 de julho de 1940, data escolhida em homenagem ao compositor Carlos Gomes. Como primeiro diretor artístico foi indicado o regente húngaro exilado no Brasil - Eugen Szenkar.
Em 1943 a Orquestra ganhou um patrono de peso: Arnaldo Guinle. Ele assumiu a proeminência administrativa da Sociedade, como membro do seu Conselho. Doou os dois andares do prédio da Av. Rio Branco, onde até hoje é a sede da orquestra, no centro do Rio de Janeiro. E mandou comprar nos Estados Unidos o instrumental que a orquestra necessitava. Pela amizade com o presidente Getúlio Vargas, Guinle conseguiu que a Orquestra, que era uma sociedade privada, recebesse verbas públicas do governo federal. Nesta temporada, pela primeira vez a orquestra publicou uma lista de músicos efetivos. Anteriormente os músicos trabalhavam em contratos por períodos muito curtos. Entre os músicos desta lista, alguns dos que adquiriram mais notoriedade: Hans Joachin Koellreutter (flauta), José Gagliardi (trombone), Elza Guarnieri (harpa), Jorge Faini, Oscar Borgerth e Claudio Santoro (violinos), e Iberê Gomes Grosso, Newton Pádua e Aldo Parisot (violoncelos).
Em 1944 a OSB promoveu um concurso de composição, no qual foram premiadas as seguintes obras:
- 1° prêmio - o poema sinfônico Felipe Dantas de Helza Cameu
- 2° prêmio - Impressões de uma usina de aço de Claudio Santoro
- 3° prêmio - Muiraquitãs de José Siqueira

Em 1948 as disputas da Guerra Fria influenciaram os rumos da Orquestra. Guinle se indispôs com José Siqueira, que era comunista, e conseguiu afastá-lo da direção da sociedade com apoio da "ala direita" da sociedade. A presidência da sociedade foi assumida pelo militar da marinha, Adalberto de Lara Resende. O maestro Szenkar também se indispôs com a direção da orquestra, por ser contrário à prática de trazes regentes convidados do exterior. Ele foi afastado da direção artística da orquestra.

### Segunda metade do Século XX
Entre 1949 e 1951 a direção artística esteve provisoriamente a cargo de Lamberto Baldi, que dividia-se entre Montevidéu, Buenos Aires e o Rio de Janeiro. Seu trabalho na OSB era dividido com Eleazar de Carvalho, que vinha se afirmando como um grande regente, após voltar de um período como aluno de Serge Koussevitzky em Tanglewood. Ambos os regentes deram mais importância à música moderna, enquanto Szenkar tinha privilegiado o repertório romântico. A partir de 1952 Eleazar de Carvalho assumiu a direção artística da OSB, permanecendo até 1968.
Em 1952, o Conselho da OSB recebeu como membro outro político de peso: Euvaldo Lodi. Com seu apoio, Eleazar de Carvalho conseguiu trazer uma leva de músicos europeus de altíssimo nível para reforçar os naipes mais deficitários da orquestra. Entre os que vieram estavam Noel Devos (fagote) e Odette Ernest Dias (flauta), que se instalaram definitivamente no país e desenvolveram atividade importantíssima para o meio musical brasileiro. 

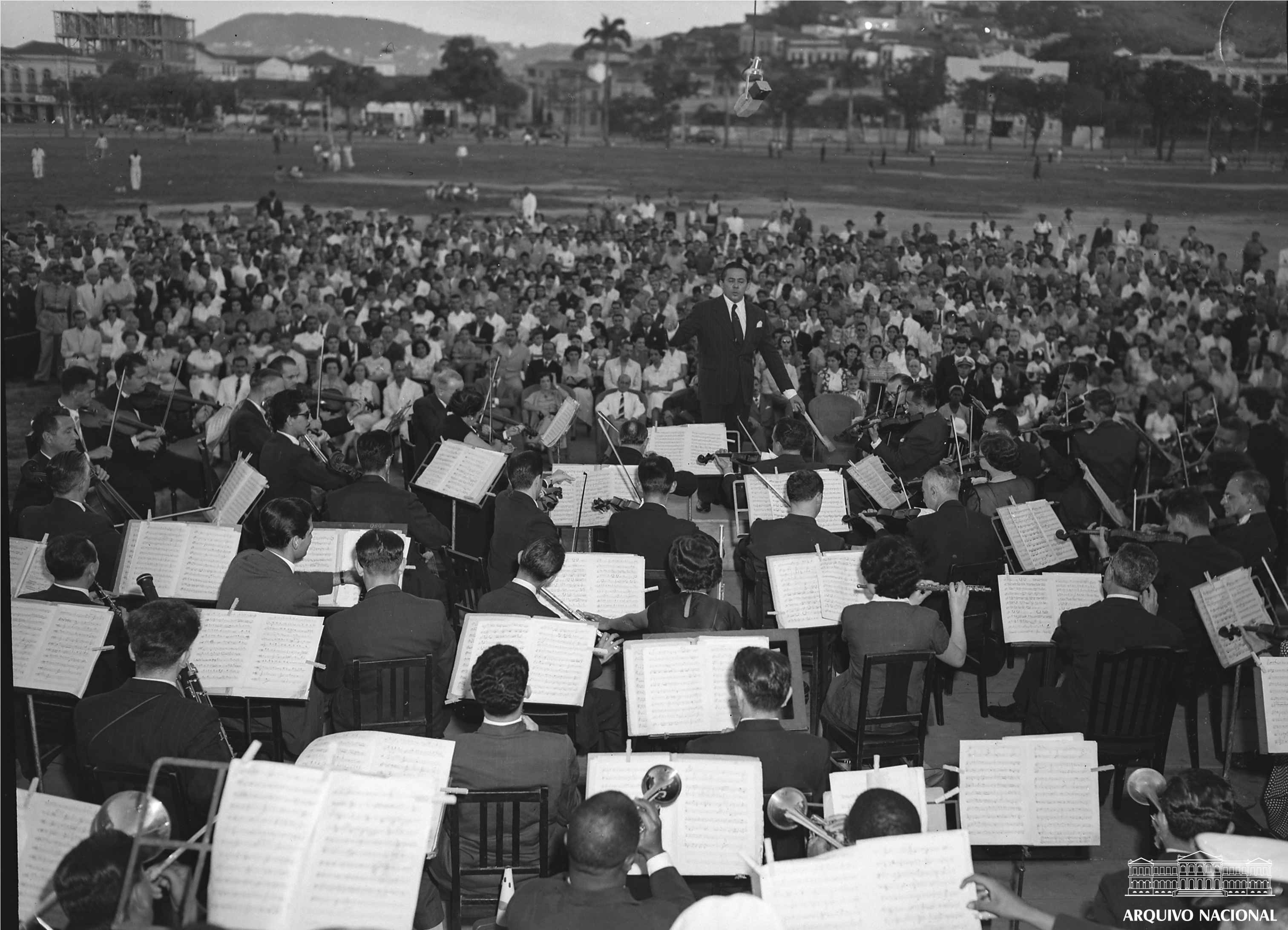
Concerto popular da Orquestra Sinfônica Brasileira, Campo de São Cristóvão, Rio de Janeiro, RJ, abril de 1952.

Em 1956 a OSB fez sua primeira gravação em disco, sob patrocínio do Itamaraty, para distribuição em embaixadas brasileiras. Entre as obras gravadas estava a Sinfonia n° 3 de Camargo Guarnieri, cuja primeira audição mundial tinha sido dada pela OSB.
Vivendo novas situações de crise financeira, a OSB sofreu interferência federal em 1957. O ministro da educação - Clóvis Salgado, indicou como interventor Mozart de Araújo, que nomeou uma comissão para fazer a direção artística da OSB: Eleazar de Carvalho, Francisco Mignone e o escritor Guilherme Figueiredo, que passou a redigir os programas de concerto.

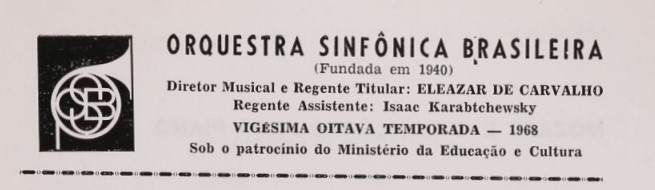
Timbre oficial com os regentes Eleazar Carvalho e Isaac Karabtchevsky.

Na década de 1970, a OSB alcança projeção com a criação do Projeto Aquarius, que aproximava a música clássica das camadas mais populares, em concertos na Quinta da Boa Vista, entre outros lugares. Também nessa década Isaac Karabtchevsky assume a direção artística da OSB, onde ficou por 26 anos.
Os três tenores, José Carreras, Plácido Domingo e Luciano Pavarotti apresentaram-se com a OSB na década de 1990. Isaac Karabtchevsky deixa suas funções de diretor artístico e Roberto Tibiriçá assume a direção artística em 1995 até 1998. Em outubro de 1998, Yeruham Scharovsky é nomeado Diretor Artístico e Maestro Titular da OSB, implementando vários projetos como a Orquestra Jovem da OSB, Master Classes, Escola da OSB e NTB.

### Anos 2000
Em setembro de 2001, a orquestra apresentou-se no Central Park e Lincoln Center, em Nova Iorque, em comemoração à Independência do Brasil. Em janeiro do mesmo ano, fez parte da abertura do Rock in Rio III, apresentando-se para mais de 120 mil pessoas, e realizou uma turnê com concertos ao ar livre no norte e nordeste do Brasil. Uma parceira com a Prefeitura do Rio de Janeiro foi proposta em 2002, envolvendo a construção de uma nova sede para a OSB, a Cidade da Música. Inicialmente prevista para ser inaugurada em 2008, a obra ainda está inacabada, sofrendo com irregularidades e tendo sua conclusão ameaçada.
Em 2010 a OSB completou 70 anos de atividades ininterruptas.

### Crises de 2006 e 2011
Após já ter demitido 14 músicos na véspera do Natal de 2006 sem maiores explicações e nada ter sido feito, poucos anos depois em janeiro de 2011, durante as férias dos músicos, a Fundação OSB, sob a diretoria de Minczuk, anunciou uma avaliação para os músicos da orquestra. Eles se colocaram contra o procedimento, alegando que tais testes já haviam sido feitos e questionando por que a temporada seria interrompida até agosto de 2011, substituindo a orquestra principal pela Orquestra Jovem. A fundação manteve a decisão, e a maior parte dos músicos boicotou as provas, que tiveram início no dia 10 de março. Diante do boicote, foi oferecido um programa de demissão voluntária, que foi aceite somente por três músicos. Houve uma reunião com o Ministério do Trabalho e foi elaborado um novo plano de demissão que, novamente recusado, provocou a demissão por justa causa de 33 músicos. A avaliação foi mantida e realizada por 35 músicos, que permaneceram empregados.
Os músicos pediram a saída de Minczuk, chegando a afirmar que o maestro pressionava e humilhava os integrantes da orquestra, impondo "um clima de medo" desde sua chegada.
Nesse ínterim, a crise repercutiu internacionalmente, e Minczuk foi apontado como o culpado por críticos e músicos mundo afora. Artistas convidados para a temporada 2011, como a bailarina Ana Botafogo e os pianistas Nelson Freire e Cristina Ortiz cancelaram suas apresentações, declarando boicote ao maestro e ao corpo diretor.
Em 9 de abril, no primeiro concerto da temporada, com a OSB Jovem no lugar dos músicos, houve protesto dentro e fora do Theatro Municipal do Rio de Janeiro, e o concerto foi interrompido. Minczuk foi vaiado pelo público e os músicos da OSB Jovem, também em protesto a Minczuk, se retiraram do palco, deixando o maestro sozinho.
Em 18 de abril, Minczuk pediu exoneração do cargo de Diretor Artístico do Teatro Municipal, após uma reunião com o conselho da orquestra, mas continuou a ocupar o diretor artístico e de maestro da OSB.
Em 26 de abril, a Fundação Orquestra Sinfônica Brasileira enviou uma nota comunicando o encerramento do prazo para que os músicos demitidos se reapresentassem. Nenhum dos músicos se apresentou, alegando que nenhum de seus pontos foram atendidos. A fundação, então, deu o caso por encerrado e anunciou que em maio fará testes para 13 posições na orquestra, que já estavam em aberto há dois anos.
No sábado, dia 30 de abril, o grupo de músicos demitidos realizou um concerto-manifesto na Escola de Música da UFRJ, com participação da pianista Cristina Ortiz. O evento reuniu cerca de mil pessoas, incluindo antigos membros da orquestra.
Em 2 de junho, foi publicada uma entrevista com Roberto Minczuk onde ele dá sua versão para a crise. Segundo ele, um grupo de músicos era contra mudanças na orquestra, e alguns não queriam se dedicar inteiramente ao trabalho, chegando a administrar negócios paralelos, como uma pizzaria e uma sorveteria. Um músico teria apresentado 25 atestados médicos em um ano. Ainda segundo Minczuk, a principal motivação dos testes foi elevar o nível da orquestra com músicos dispostos a abraçar o novo projeto, dedicando-se exclusivamente a tal.

#### Readmissão dos músicos
Em 1 de agosto, a Fundação Orquestra Sinfônica Brasileira apresentou uma nova proposta aos 33 músicos demitidos, pela qual eles seriam imediatamente reintegrados formando uma nova orquestra, que não seria regida por Roberto Miczuk. A proposta foi elaborada por Fernando Bicudo e Pablo Castellar, os novos diretores artísticos. Os músicos se reuniram e disseram aceitar a proposta, adicionando alguns pontos ao acordo, como estabilidade até 2016 e incorporação de cessão de direitos — no valor de R$ 2.166 — ao salário.
Em 2 de setembro foi anunciado o acordo definitivo com a reintegração de todos os músicos previamente dispensados — cinco deles, entretanto, preferiram não voltar à orquestra, que passou a não mais atuar sob a regência de Minczuk.

## Membros

### Diretores artísticos
- Eugen Szenkar – 1940 a 1948
- Lamberto Baldi – 1949 a 1951
- Eleazar de Carvalho – 1952 a 1957, 1960 a 1962 e 1966 a 1969
- Alceo Bocchino – 1963 a 1965
- Isaac Karabtchevsky – 1969 a 1994
- Roberto Tibiriçá – 1995 a 1997
- Yeruham Scharovsky – 1998 a 2004
- Roberto Minczuk – 2005 a 2011
- Pablo Castellar e Fernando Bicudo - 2011 a 2012
- Pablo Castellar - 2012 a ...

### Presidentes do conselho
- Arnaldo Guinle - 1940-1948 e 1956-1962
- Adalberto de Lara Resende - 1948-1952
- Euvaldo Lodi - 1952-1956
- Luís Guimarães Filho - 1962-1964
- Murilo Miranda - 1964-1965
- Eugênio Gudin - 1966-1968
- Octavio Gouvêa de Bulhões - 1968-1986
- Mário Henrique Simonsen - 1987-1996
- Roberto Paulo Cezar de Andrade - 1997

### Spallas
- Ricardo Odnoposoff - 1940-1942
- Oscar Borgeth - 1942-1945
- Henry Siegel - 1945-1946
- Santino Parpinelli - 1945-1946
- Anselmo Zlatopolski - 1947-1965
- Gian Carlo Pareschi - 1965-1966
- Francisco Corujo - 1966-1977
- Israel Terc Malziac - 1974-1977
- João Daltro de Almeida - 1978-1993
- Ricardo Cyncynates - 1981-1984
- Michel Bessler - 1977-2015
- Martin Tuksa - 2000

### Solistas mais ativos
Seguido do número de apresentações
- Nelson Freire (piano) - 89
- Jacques Klein (piano) - 82
- Arthur Moreira Lima (piano) - 63
- Arnaldo Cohen (piano) - 42
- Noel Devos (fagote) - 40
- Ruth Staerke (canto) - 35
- Arnaldo Estrela (piano) - 33
- Zwinglio Faustini (canto) - 30
- Anselmo Zlatopolski (violino) - 29
- João de Souza Lima (piano) - 29
- Magdalena Tagliaferro (piano) - 28